# Whitman’s
Whitman’s ist eine der größten und ältesten Schokoladenmarken der Welt. Sitz des ursprünglichen, 1842 gegründeten Unternehmens war Philadelphia im US-Bundesstaat Pennsylvania. Die Marke Whitman’s gehört heute zur Unternehmensgruppe Russell Stover Candies in Kansas City (Missouri).

## Geschichte
Whitman’s war ursprünglich ein Konfekt- und Fruchthändler, der von dem jungen Stephen F. Whitman 1842 in Philadelphia gegründet wurde. Whitman’s war sehr beliebt bei Matrosen und deren Frauen, da die Seeleute Früchte und Kakao von ihren Reisen nach Hause brachten, die es Whitman ermöglichten, seine Spezialitäten nach den begehrten europäischen Vorbildern herzustellen.
1854 produzierte Whitman’s die erste vorkonfektionierte und aufwendig gestaltete Schachtel mit Bonbons (sugar plums). Kurz vor dem Beginn des  Amerikanischen Bürgerkriegs 1861 fing Whitman’s an, in Zeitungen zu werben. Die Firma gedieh prächtig und 1866 besaß sie ein eigenes Gebäude an der 12th und Market Streets in Philadelphia. 1912 führte das Unternehmen als erstes seiner Branche den Whitman’s Sampler ein, eine Cellophan-verpackte Pralinenschachtel mit einer Auswahl gefragter Pralinen, die zum wichtigsten Produkt wurde und bis heute produziert wird.
Auch das US-amerikanische Militär wurde während Kriegszeiten mit der Schokolade beliefert. Während des Ersten Weltkrieges wurden Millionen von Tafeln an US-Stützpunkte verschifft. Während des Zweiten Weltkrieges begannen weibliche Angestellte von Whitman’s, ermunternde Worte auf Notizzettel an die Front zu schreiben, und legten diese den Verpackungen für die Soldaten bei.
Anfang der 1960er Jahre wurde Whitman’s vom Kondensmilchhersteller Pet, Inc. erworben, da dieser sein Unternehmen zu einem Lebensmittelkonzern umbauen wollte. 1978 wurde Pet selbst vom Unternehmenskonglomerat IC Industries erworben. Dieser benannte sich nach einer Neuausrichtung des Konzerns in Whitman Corporation um. 1991 wurde Pet und damit Whitman’s aus dem Konzern herausgelöst und wieder eigenständig. 1993 verkaufte Pet die Marke Whitman’s an Russel Stover Candies.
Im Jahr 2014 wurde die Marke Whitman’s mit dem Mutterunternehmen Russell Stover vom Schweizer Schokoladenkonzern Lindt & Sprüngli übernommen.